# Авиационная промышленность Японии
Авиационная промышленность Японии — часть машиностроения Японии.
Авиационная промышленность Японии зародилась после Первой мировой войны и поначалу во многом опиралась на идеи и разработки, заимствованные за рубежом. Общий курс на милитаризацию страны способствовал прежде всего развитию военного авиастроения. 
До и во время Второй мировой войны Япония активно строила истребители и бомбардировщики. Во время войны японская авиапромышленность обладала значительным потенциалом, что позволило стране в 1942—1945 гг. вести активные боевые действия в воздухе. 
После разгрома Японской империи — Японии было запрещено иметь свою авиационную промышленность, результатом чего стала утрата страной национальной школы авиастроения. Только в 1952 году Японии было разрешено восстановить производство запасных частей и осуществлять ремонт американских самолётов и вертолётов, участвовавших в войне в Корее, а затем и во Вьетнаме.
Единственным японским серийным гражданским самолётом, созданным после войны, стал турбовинтовой NAMC YS-11, который совершил первый полет в 1962 году (выпущено 182 самолёта). Поначалу его гражданская модификация вместимостью до 60 пассажиров пользовалась спросом японских авиакомпаний. Но вскоре оказалось, что выбранная рыночная ниша слишком узка, особого спроса на мировом рынке на самолет нет и в 1974 году проект был закрыт. Разработчик машины — консорциум NAMC — остался в крупных долгах.
Также коммерческое самолётостроение страны было представлено самолётом бизнес-класса Honda HA-420, впервые представленного 3 декабря 2003 года. Их произведено 150 единиц.
Следующая попытка была сделана в начале 2000-х годов, когда японские компании, прежде всего Fujitsu, Mitsubishi и Kawasaki, уже приобрели высокую репутацию на мировом рынке в качестве поставщиков американской корпорации «Боинг». 
В 2003 году японское правительство объявило исследовательскую программу в области разработки собственного самолёта во главе с Mitsubishi Heavy Industries, целью работ был выбран региональный самолёт на 70-90 кресел; его концепция была представилна в 2007 году на 47-м Парижском авиасалоне, он должен был стать первым региональным реактивным лайнером из композитных материалов.
SpaceJet (до 2019 года проект назывался Mitsubishi Regional Jet) совершил свой первый полёт 11 ноября 2015 года (планировался на 2011 год). Поставки были запланированы на лето 2017 года; после они были перенесены на середину 2018 года; после — на середину 2020 года; потом, из-за пандемии, проект был заморожен.
Всего было собрано восемь лётных экземпляров. Осенью 2021 г. проект был закрыт, в общей сложности на него было потрачено более 10 млрд долларов.

## Военное авиастроение
также: ВПК Японии en:Defense industry of Japan
В интересах военного авиастроения работают восемь крупных компаний, в том числе: «Мицубиси дзюкогё», «Кавасаки дзюкогё», «Фудзи дзюкогё», «Син Мэйва Когё». «Исикавадзима-Харима Когё», «Ниппон Хикоки» и другие, в состав которых входит 43 производственных предприятия (сборочных и производящих комплектующие), а также три основные научно-исследовательские организации, занятые разработкой авиационной техники.
Предприятия национального авиапрома страны выпускают тактические истребители собственной разработки Mitsubishi F-2 и американские (по лицензии) F-15J «Игл», F-4E «Фантом», самолеты базовой патрульной авиации P-3C «Орион» и ЕР-3С «Орион», а также национальные — противолодочные Р-1 и самолёт РЭБ YS-11ЕА. 

Разработывается истребитель пятого поколения — Mitsubishi X-2 Shinshin (лётные испытания).
Также в Японии выпускаются военно-транспортные самолёты: разработанные в стране — С-1, YS-11, С-2. UP-3C, MU-2 (LR-1) и лицензионные — Бич 350 «Кинг Эйр» (LR-2). 
Кроме того, налажено производство лицензионных поисково-спасательных самолётов Хоукер 800 (U-125А), а также созданных для их замены US-1A и US-2 (компания «Шин Мейва»).
Выпускаются семь видов образцов собственных учебно-тренировочных самолётов F-2B, T/XT-4 , T-5. Т-7, YS-11 и три лицензионных: Бич 400, Бич 90, F-15DJ.
Япония производит собственные вертолёты разведки и связи одной серии — Kawasaki OH-1 Ninja, однако по лицензии иностранных государств здесь выпускаются ударные вертолеты AH-1S «Кобра» и AH-64D «Апач», многоцелевые UH-60JA «Блэк Хок», UH-1H/J «Ирокез», разведки и связи OH-6D/DA, военно-транспортные СН-47 «Чинук», противолодочные SH-60B «Си Хок», SH-60K, USH-60K, вертолеты-тральщики МН-53Е и поисково-спасательные UH-60J.

## Двигателестроение
турбовальный КТ53-13, турбовентиляторный XF7-10 (лётные испытания) и пр.
- корпорация ИХИ (IHI Corporation) — авиационные двигатели.

## Производители
В настоящее время в Японии насчитывается более 140 компаний и научно-исследовательских организаций, осуществляющих деятельность в области разработки и производства авиационной техники. 
- корпорация «Мицубиси» (Mitsubishi) — военные самолёты.
- корпорация Кавасаки (Kawasaki) — военные самолёты.

В авиационной промышленности Японии задействованы 10 сборочных предприятий, наиболее значимыми из них являются пять: 
«Комаки» (Южный)
«Центральный Гифу»,
«Южный Гифу»,
«Сугита»,
«Уцуноми».
см. Категория:Авиастроительные компании Японии